# Jon Uriarte
Ion Emili Uriarte (Buenos Aires, 15 ottobre 1961) è un allenatore di pallavolo ed ex pallavolista argentino.
Giocava nel ruolo di centrale.

## Carriera
Da giocatore disputò otto stagioni in Europa tra Italia, Francia e Paesi Bassi; con l'Obras Sanitarias vinse tre campionati argentini.
In Nazionale passò undici anni, ottenendo un terzo posto al Campionato del Mondo del 1982 e una medaglia di bronzo alle Olimpiadi estive di Seul del 1988.
Come allenatore guidò per un decennio gli argentini del Chacarita, poi Club Voley Azul, vincendo quattro campionati nazionali (1992, 1993, 1994 e 2001). Seguì poi le Nazionali di Australia e Argentina e il Telemig Minas, in Brasile. Dal 2009 allena la Tonno Callipo Vibo Valentia, in Serie A1.

## Palmarès

### Nazionale (competizioni minori)
- Giochi panamericani 1983